# Sergei Walentinowitsch Smirnow
Sergei Walentinowitsch Smirnow (russisch Сергей Валентинович Смирнов, engl. Transkription Sergey Smirnov; * 17. September 1960 in Leningrad; † 18. September 2003 ebenda) war ein russischer Kugelstoßer.
Für die Sowjetunion startend, gewann er 1981 und 1983 bei der Universiade Bronze, schied aber bei den Leichtathletik-Weltmeisterschaften 1983 in Helsinki in der Qualifikation aus. 1986 gewann er bei den Halleneuropameisterschaften in Madrid Silber. Im Jahr darauf folgten Bronzemedaillen bei den Halleneuropameisterschaften in Liévin und den Hallenweltmeisterschaften in Indianapolis. 1988 wurde er Achter bei den Olympischen Spielen in Seoul, 1990 Vierter bei den Europameisterschaften in Split.
Bei den Hallenweltmeisterschaften 1993 wurde er, für Russland startend, Siebter.
Sergei Smirnow war 1,98 m groß und wog zu seiner aktiven Zeit 126 kg.

## Persönliche Bestleistungen
- Kugelstoßen: 22,24 m, 21. Juni 1986, Tallinn
  - Halle: 21,40 m, 6. Februar 1987, Pensa